# Anchistioides antiguensis
Anchistioides antiguensis är en kräftdjursart som först beskrevs av Schmitt 1924.  Anchistioides antiguensis ingår i släktet Anchistioides och familjen Anchistioididae. Inga underarter finns listade i Catalogue of Life.